# Плезант-Гілл (Луїзіана)
Плезант-Гілл (англ. Pleasant Hill) — селище (англ. village) в США, в окрузі Сабін штату Луїзіана. Населення — 617 осіб (2020).

## Географія
Плезант-Гілл розташований за координатами 31°48′55″ пн. ш. 93°30′59″ зх. д. / 31.81528° пн. ш. 93.51639° зх. д. (31.815368, -93.516405).  За даними Бюро перепису населення США в 2010 році селище мало площу 4,18 км², уся площа — суходіл.

## Демографія
Згідно з переписом 2010 року, у селищі мешкали 723 особи в 306 домогосподарствах у складі 197 родин. Густота населення становила 173 особи/км².  Було 362 помешкання (87/км²).
Расовий склад населення:
| - 55,0 % — білих - 41,1 % — чорних або афроамериканців - 2,1 % — корінних американців |

До двох чи більше рас належало 1,8 %. Частка іспаномовних становила 2,1 % від усіх жителів.
За віковим діапазоном населення розподілялося таким чином: 27,5 % — особи молодші 18 років, 60,1 % — особи у віці 18—64 років, 12,4 % — особи у віці 65 років та старші. Медіана віку мешканця становила 33,6 року. На 100 осіб жіночої статі у селищі припадало 88,3 чоловіків;  на 100 жінок у віці від 18 років та старших — 78,8 чоловіків також старших 18 років.
Середній дохід на одне домашнє господарство  становив 44 128 доларів США (медіана — 24 931), а середній дохід на одну сім'ю — 61 155 доларів (медіана — 53 125). За межею бідності перебувало 27,5 % осіб, у тому числі 42,2 % дітей у віці до 18 років та 25,5 % осіб у віці 65 років та старших.
Цивільне працевлаштоване населення становило 232 особи. Основні галузі зайнятості: освіта, охорона здоров'я та соціальна допомога — 29,3 %, виробництво — 16,8 %, сільське господарство, лісництво, риболовля — 16,4 %.